# Quicksand (песня Тома Чаплина)
«Quicksand» — песня британского певца Тома Чаплина. Она была выпущена 26 августа 2016 как первый сингл с его дебютного студийного альбома The Wave (2016), где она выступает как восьмая песня.

## Информация о песне
Чаплин написал песню для его дочери Фрейи, сказав в интервью, что он хотел «дать ей сбалансированное представление, о том, какой может быть жизнь».

## Музыкальное видео
Музыкальное клип на песню стал доступен для просмотра на YouTube 25 августа 2016 в качестве мирового релиза.

## Список композиций
- Цифровая загрузка

1. «Quicksand» — 4:03

## Позиции в чартах
| Чарт (2016)                               | Peak Позиция |
| ----------------------------------------- | ------------ |
| Шотландия (OCC Scotland)                  | 56           |
| Великобритания (OCC UK Singles Downloads) | 55           |

## История релиза
| Регион  | Дата            | Формат               | Лейбл          |
| ------- | --------------- | -------------------- | -------------- |
| Мировой | 26 августа 2016 | Цифровая дистрибуция | Island Records |